# دیک کلمنت
دیک کلمنت (انگلیسی: Dick Clement؛ زادهٔ ۵ سپتامبر ۱۹۳۷) یک کارگردان، و فیلم‌نامه‌نویس اهل بریتانیا است.

## گزیدهٔ نقش‌آفرینی‌ها
- برآب‌رفته (۲۰۰۶)
- هلیم (۱۹۷۷-۱۹۷۴)

## جوایز
- برنده جایزه بفتا بهترین فیلم‌نامه اقتباسی